# The Second
| 전문가 평가   | 전문가 평가 |
| 평가 점수     | 평가 점수   |
| 출처          | 점수        |
| ------------- | ----------- |
| AllMusic      | [ 1 ]       |
| Rolling Stone | (favorable) |

《The Second》는 1968년 10월 던힐 레코드에서 발매된 캐나다와 미국의 록 밴드 스테픈울프의 두 번째 스튜디오 음반이다. 이 음에는 스테픈울프의 가장 유명한 노래 중 하나인 〈Magic Carpet Ride〉가 들어 있다. 원래 ABC LP 커버의 배경은 나중의 (MCA 레코드) LP 문제와 현대적인 CD 슬리브와 대조적으로 빛나는 "포일"이었다.

## 배경
사이키델릭 록과 하드 록을 결합한 스타일을 특징으로 하는 이 음반은 발매 당시뿐만 아니라 후년에도 비평가들의 호평을 받았다. 예를 들어, 올뮤직의 비평가 브루스 에더는 그들의 첫 음반의 "매우 파생적"이지만, 《The Second》는 "훌륭한 형태로" 밴드와 "매우 하드하고 날카롭게" 트랙을 가지고 있다고 말했다. 이 음반은 빌보드 200에서 가장 높은 차트를 기록한 음반이 되었고, 3위에 올랐다.
〈Magic Carpet Ride〉 이후에 2면에 있는 다섯 개의 트랙은 연속적인 메들리로 구성되어 있다.

## 곡 목록
모든 곡들은 특별한 언급이 없는 한 존 케이에 의해 작사/작곡하였다.
| #  | 제목                              | 작사·작곡             | 재생 시간 |
| -- | --------------------------------- | --------------------- | --------- |
| 1. | 〈Faster Than the Speed of Life〉 | 마스 본파이어         | 3:10      |
| 2. | 〈Tighten Up Your Wig〉           |                       | 3:06      |
| 3. | 〈None of Your Doing〉            | 케이, 가브리엘 메클러 | 2:50      |
| 4. | 〈Spiritual Fantasy〉             |                       | 3:39      |
| 5. | 〈Don't Step on the Grass, Sam〉  |                       | 5:43      |

| #   | 제목                                        | 작사·작곡           | 재생 시간 |
| --- | ------------------------------------------- | ------------------- | --------- |
| 6.  | 〈28〉                                      | 메클러              | 3:12      |
| 7.  | 〈Magic Carpet Ride〉                       | 케이, 러시턴 모리브 | 4:30      |
| 8.  | 〈Disappointment Number (Unknown)〉         |                     | 4:52      |
| 9.  | 〈Lost and Found by Trial and Error〉       |                     | 2:07      |
| 10. | 〈Hodge, Podge, Strained Through a Leslie〉 |                     | 2:48      |
| 11. | 〈Resurrection〉                            |                     | 2:52      |
| 12. | 〈Reflections〉                             | 케이, 메클러        | 0:43      |